# Thallarcha zophophanes
Thallarcha zophophanes är en fjärilsart som beskrevs av Turner 1940. Thallarcha zophophanes ingår i släktet Thallarcha och familjen björnspinnare. Inga underarter finns listade i Catalogue of Life.